# ناچایف ساد
ناچایف ساد (به قزاقی: Nechayev Sad) یک منطقهٔ مسکونی در قزاقستان است که در استان آلماتی واقع شده‌است.